# 문서 세단기

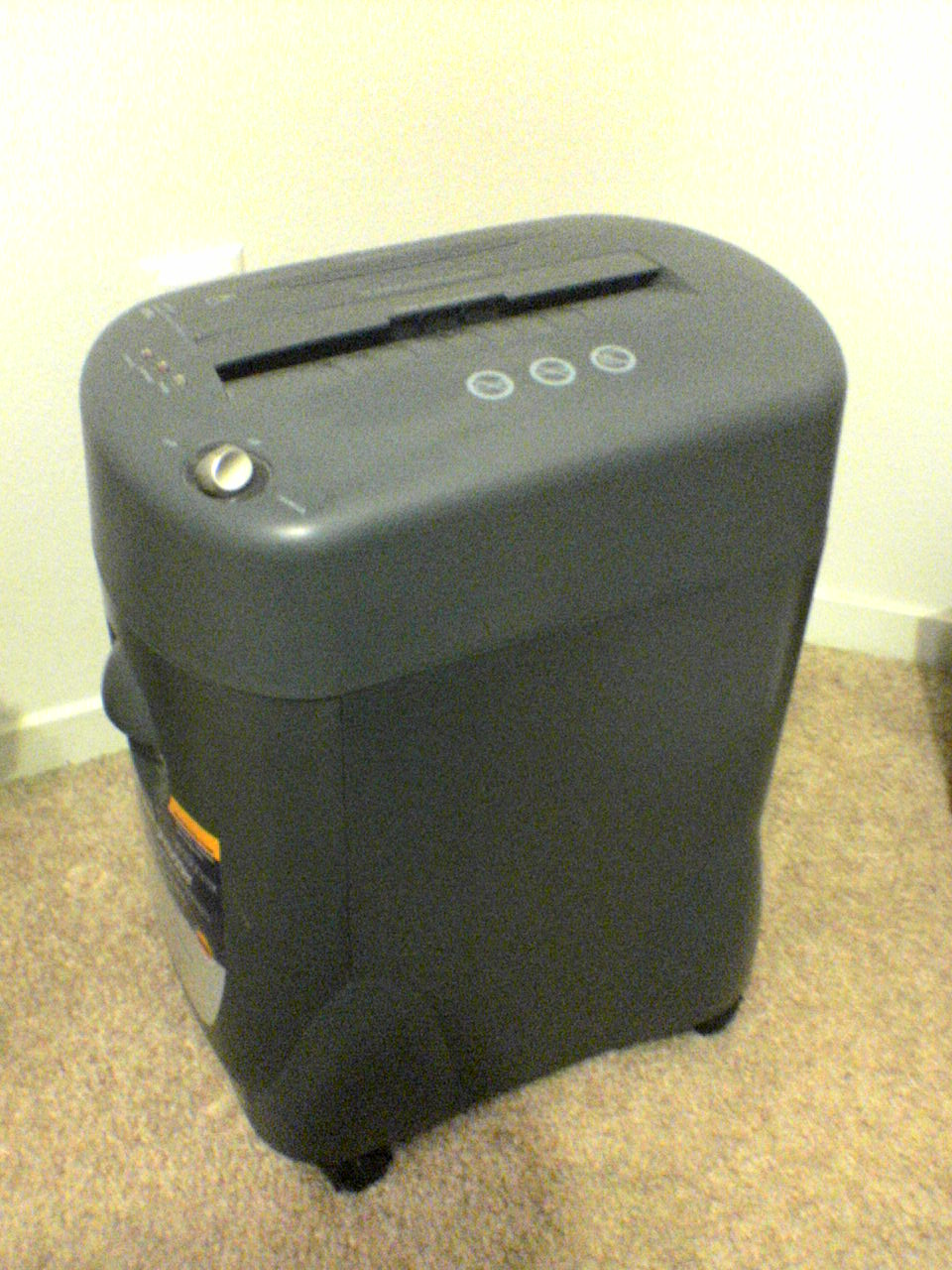
문서 세단기

문서 세단기(文書細斷機), 종이 분쇄기 또는 영어로 슈레더(paper shredder)는 필요 없어진 문서를 절단, 파쇄하기 위한 기계 또는 도구이다. 개인 정보 보호 및 정보 유출의 방지를 위해 사용된다.

## 발명
최초의 종이 분쇄기는 1909년 2월 2일에 특허를 출원한 다작의 발명가인 아봇 아우구스투스 로우(Abbot Augustus Low)의 것으로 알려져 있다. 그러나 발명가가 특허 출원 직후 조기 사망했기 때문에 그의 발명품은 제조되지 않았다.
수동식 파스타 제조기를 기반으로 한 아돌프 에힌거(Adolf Ehinger)의 종이 분쇄기는 1935년 독일에서 최초로 제조되었다. 아마도 그는 당국의 조사를 피하기 위해 반나치 전단지를 파쇄하기 위해 파쇄기를 만든 것으로 추정된다. 에한거는 나중에 특허를 받은 파쇄기를 수동 크랭크에서 전기 모터로 전환하는 정부 기관 및 금융 기관에 판매하기 시작했다. 에한거의 회사인 EBA 기계공장(EBA Maschinenfabrik)은 1959년에 최초의 교차 절단 종이 분쇄기를 제조했으며 오늘날까지 발링겐에 있는 EBA Krug & Priester GmbH & Co.라는 사명으로 계속 제조하고 있다.
베를린 장벽이 무너지기 직전, 구 독일민주공화국에서는 '습식 분쇄기'가 발명됐다. 국가안전보위부(슈타지)의 종이세단기가 넘쳐나는 것을 방지하기 위해 이 장치는 종이 조각을 물로 으깬다.
종이에서 디지털 문서 생산으로 전환함에 따라 현대 산업용 파쇄기는 신용카드, CD 등 종이가 아닌 미디어를 처리하고 1분 이내에 수천 개의 문서를 파기할 수 있다.

## 사용 이력
1980년대 중반까지만 해도 민간단체가 종이세단기를 사용하는 경우는 거의 없었다.
문서 세단기의 사용에 대한 주목할만한 예는 1979년 대사관이 인수되기 전에 이란 주재 미국 대사관이 파쇄기를 사용하여 종이 페이지를 스트립으로 줄였을 때였다. 그러나 일부 문서는 아래에 자세히 설명된 대로 스트립에서 재구성되었다.
올리버 노스(Oliver North) 대령이 슐라이허(Schleicher) 크로스컷 모델을 사용하여 이란-콘트라 문서를 파쇄했다고 의회에 말한 후, 해당 회사의 매출은 1987년에 거의 20% 증가했다.
종이 분쇄기는 1988년 캘리포니아 대 그린우드(California v. Greenwood) 대법원 판결 이후 개인 정보 보호에 대한 우려가 있는 미국 시민 사이에서 더욱 인기를 얻었다. 미국 대법원은 수정헌법 제4조가 집 밖에 수거하기 위해 방치된 쓰레기에 대한 영장 없는 수색 및 압수를 금지하지 않는다고 판결했다. 연소 방지법으로 인해 종이 파쇄에 대한 수요도 증가했다.
최근에는 신원 도용에 대한 우려로 인해 개인 사용이 증가했으며, 미국 연방거래위원회(Federal Trade Commission)에서는 개인이 금융 문서를 폐기하기 전에 파쇄할 것을 권장했다.
FACTA, HIPAA 및 그램-리치-블라일리법(Gramm–Leach–Bliley Act)과 같은 정보 개인 정보 보호법은 기업과 개인이 기밀 정보를 안전하게 폐기하기 위한 조치를 취함에 따라 파쇄기 사용을 촉진하고 있다.

## 같이 보기
- 종이 재활용